# فطرس (طائرة من دون طيار)
فطرس: هي طائرة بدون طيار إيرانية الصنع.  والتي تُعَد أكبر طائرة إيرانية بدون طيار حينها. وتتمتع هذه الدرون بقدرات منها ان شعاع عملياتها يصل إلى 2000 كيلو متر، وسطح تحليقها يبلغ 25000 قدم. كما وتقوم هذه الطائرة بعمليات المراقبة والرصد والمسح الجوي، فضلاً عن انها قادرة على القيام بعمليات قتالية نظراً لتجهيزها بأنواع من الصواريخ و القاذفات. وهذه الطائرة من إنتاج شركة صناعة الطائرات التابعة لمنظمة الصناعات الجوية لوزارة الدفاع الإيرانية. وتحتل صناعة الطائرات المسيرة مساحة هامة من قطاع تطوير الصناعات العسكرية في المنطقة والعالم في الوقت الراهن، فَتَعَدُد مهامها زاد من أهمية امتلاكها واستخدامها، ولا تتوانى جمهورية إيران عن إنتاج طائرات بدون طيار لأهميتها الإستراتيجية لأمنها القومي بالذات لكن الأمور لم تتوقف عند الحدود الإيرانية، بل تعدتها لتصل مُسيّراتها إلى اليمن وسوريا والعراق ولحزب الله في لبنان، وهو ما يعني التأثير على دور طهران الإقليمي. وتُتعبَر جمهورية إيران من البلدان الرائدة في صناعة الطائرات بدون طيار منذ زمن، وحققت تقدماً كبيراً في صناعة وتصميم وتطوير تلك الطائرات منذ حرب الخليج الأولى وحتى يومنا هذا.

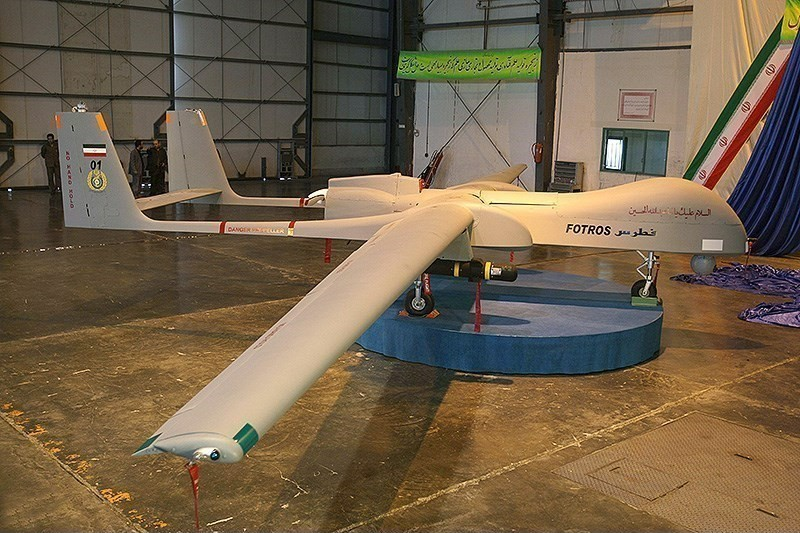
طائرة فطرس بدون طيار بمناسبة الإعلان الرسمي عنها

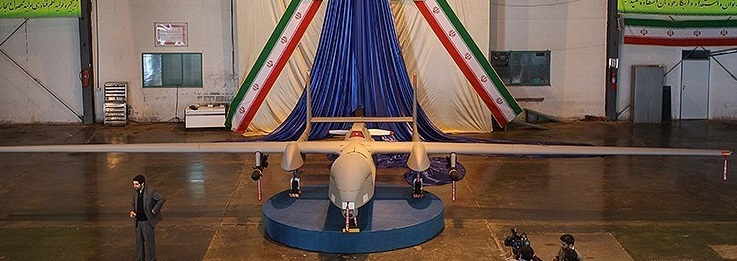
طائرة فطرس الإيرانية بدون طيار

## خصائص الطائرة
تُعتبَر هذه الطائرة إحدى الطائرات الجديدة التي تمتلكها إيران، ومن أهم مميزاتها القدرة على التحليق لمسافات طويلة. حيث انها تحلق لمسافة ألفي كيلو متر، وعلى ارتفاع 25 ألف قدم. ولمدة طيران تتراوح بين 16-30 ساعة. كما ولها القدرة على انجاز مهمات الاستطلاع والمراقبة والتسلح بصواريخ جو—سطح. لإنجاز المهمات القتالية.
وقد قُدِمت طائرة  فطرس على انها الطائرة بلا طيار الابعد مدى بين تلك التي بنتها إيران حتى وقت الإعلان عن هذه الطائرة. وهذا المدى يسمح لها ببلوغ إسرائيل التي تقع على بعد ألف كيلو متر من إيران.

## مهمة الطائرة
لطائرة فطرس بدون طيار عدة مهام وهي:-
▪ عسكرية : تستطيع هذه الطائرة القيام بمهمات قتالية وذلك من خلال تسليحها بانواع محددة من الصواريخ. أي يمكن تجهيزها بصواريخ جو—ارض، لتنفيذ العمليات العسكرية المنوطة بها.
▪ غير عسكرية : مراقبة الحدود البرية والبحرية، ورصد خطوط انابيب النقل والاتصالات، وضبط مرور الطرق الخارجية، ورصد المناطق المنكوبة بالزلازل والحرائق والسيول، والرصد البيئي للحفاظ على البيئة، وإرسال أفلام فيديو وصور دقيقة خلال فترة اداء المهمة إلى المحطات الأرضية التي تتحكم بها.

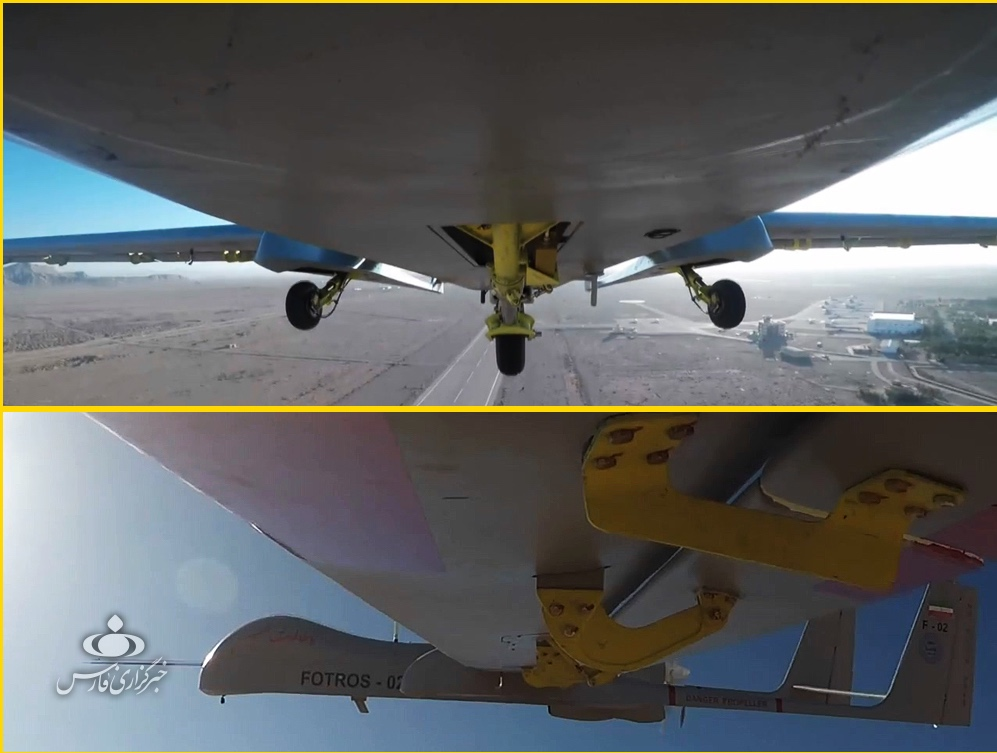
طائرة فطرس الإيرانية ويمكن من خلالها رؤية معدات هبوط جديدة وقابلة للطي

## ربطها بالأقمار الصناعية
تمتلك طائرة فطرس بدون طيار وكذلك الجيل الجديد من طائرات شاهد، و حماسة بدون طيار، انظمة ارتباط مع الأقمار الصناعية ومجهزة برادارات متطورة فضلاً لامتلاكها اجهزة ليزر لتحديد المسافات ومراكز الاهداف.

## نطاق العمليات
ان طائرة فطرس عملياً قادرة على التحليق فوق كل منطقة الشرق الأوسط، لأكثر من 30 ساعة.
ويذكر ان من مزايا زيادة سقف التحليق في الطائرات بدون طيار، خفض كمية الوقود المستهلك وبالتالي زيادة استمرارية التحليق وكذلك زيادة مدى الرؤية والمدى العملاني.

## توجيه الطائرة
هناك امكانية توجيه الطائرة بواسطة المتحكم بها من محطة السيطرة الأرضية بصورتين:-
▪ آلية : حيث يتم خزن الإحداثيات الجغرافية للنقاط المحددة سلفاً وفي مسار التحليق من قبل المتحكم عن طريق محطة التحكم الأرضية في ذاكرة المعدات الألكترونية للطائرة.
▪ شبه آلية : حيث يقوم المتحكم من خلال رؤية معلومات الطيران على شاشة العرض في المحطة، بالتحكم بالطائرة وتوجيهها بما يتناسب مع المهمة الموكلة للطائرة.

## معرض الصور

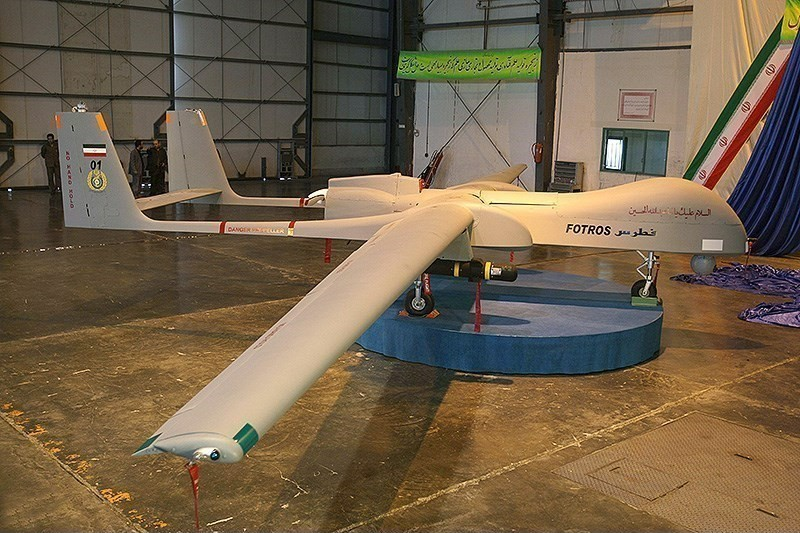
طائرة فطرس بدون طيار خلال الإعلان الرسمي عنها

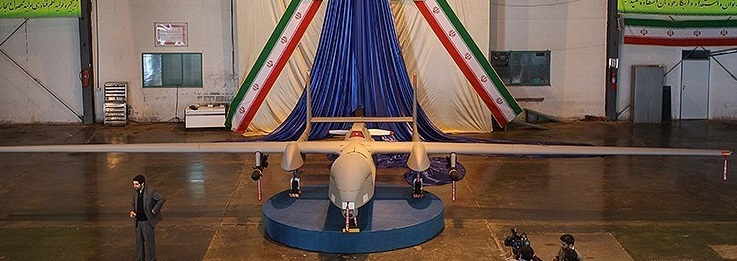
طائرة فطرس الإيرانية بدون طيار

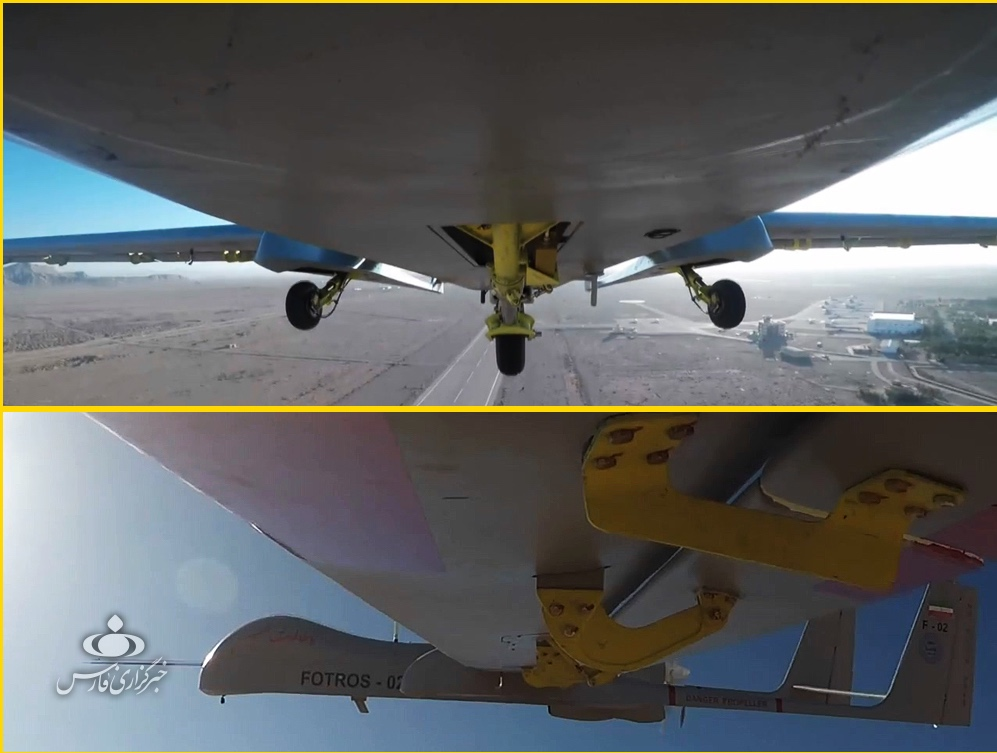
طائرة فطرس الإيرانية ويمكن من خلالها رؤية معدات هبوط جديدة وقابلة للطي

## معلومات سريعة
| المدى العملاني | 2000 كيلو متر.                               |
| الارتفاع       | 25 ألف قدم.                                  |
| مدة التحليق    | 30 ساعة متواصلة.                             |
| المهمة         | الاستطلاع وانجاز المهمات القتالية.           |
| التسليح        | صواريخ ارض—جو والقاذفات.                     |
| التصوير        | بالكاميرا النهاري، ولها نظام الرؤية الليلية. |
| خصائص اخرى     | تقوم بأعمال الرصد والمراقبة والمسح الجوي.    |

## انظر ايضاً
- معدات القوات المسلحة الإيرانية
- مهاجر (طائرة بدون طيار)
- غواصة غدير
- حرس الثورة الإسلامية
- زورق ذو الفقار الصاروخي
- قناص شاهر
- معراج (طائرة بدون طيار)
- صاروخ سجيل
- صاروخ شهاب 3
- طربيد والفجر
- صاروخ رضوان الباليستي
- مروحية شاهد 285
- زورق ذو الفقار الصاروخي